# Procédure législative
 (décembre 2019).
Si vous disposez d'ouvrages ou d'articles de référence ou si vous connaissez des sites web de qualité traitant du thème abordé ici, merci de compléter l'article en donnant les références utiles à sa vérifiabilité et en les liant à la section « Notes et références ».
La procédure législative est le mode d'élaboration des lois.
Elle va de l'initiative législative, c'est-à-dire de la proposition ou projet de la loi, à son adoption et à son entrée en vigueur.

## En Europe

### Union européenne
La procédure législative communautaire était tributaire, jusqu'à l'entrée en vigueur du Traité de Lisbonne, de l'organisation en piliers de la Communauté européenne.

#### Dans lepremier pilier (intégration)[pasclair]
La procédure législative intégrée était le fruit du fonctionnement du triangle institutionnel[pas clair].
1. La Commission européenne a l'initiative des actes. Une fois la base juridique déterminée, le projet est élaboré par la direction générale compétente pour le domaine concerné, en collaboration avec le service juridique. La proposition est ensuite soumise au collège des Commissaires qui arrête le projet formel.
2. Le Parlement européen émet un avis, selon 4 procédures différentes :
  - la procédure de codécision
  - la procédure de coopération
  - la procédure d'avis conforme
  - la procédure de consultation
3. Le Conseil de l'Union européenne adopte l'acte

#### Après le traité de Lisbonne
La procédure législative ordinaire consiste en l'adoption d'un règlement, d'une directive ou d'une décision conjointement par le Parlement européen et le Conseil, sur proposition de la Commission. C'est le nouveau nom de la procédure de codécision, signifiant que sauf dispositions contraires des Traités, cette procédure s'applique par défaut. Elle renforce considérablement les pouvoirs du Parlement.
La Commission jouit du droit d'initiative, c'est-à-dire de prendre l'initiative de présenter un texte et de mettre la procédure en mouvement.

##### Droit d'initiative spécial
Dans les cas prévus par les traités, le Parlement européen peut adopter une initiative législative. Dans le cas de l'espace de liberté, de sécurité et de justice, la proposition peut provenir soit de la Commission, soit d'un quart des États membres. Une demande d'adoption d'un acte législatif peut également être présentée par la Cour de justice ou par la Banque européenne d'investissement et une recommandation d'acte législatif peut être proposée par la Banque centrale européenne.
La Commission dispose d'un droit de retrait de son texte, empêchant ainsi la suite de la procédure, tant que le Conseil n'a pas adopté un texte en première lecture (ou le Parlement, selon certaines interprétations qui n'ont pas encore été soumises à arbitrage de la Cour de Justice).
Le droit d'initiative de la Commission, en cas de proposition de modification d'un texte existant, s'applique aux articles à changer, ce qui signifie que les articles qui ne font pas l'objet d'une proposition de la Commission ne peuvent être ouverts à modifications dans la suite de la procédure.

##### Intervention des Parlements nationaux
La proposition législative est présentée au Parlement européen et au Conseil et communiquée aux parlements des États membres.
Dans un délai de huit semaines, les parlements nationaux peuvent envoyer aux présidents du Parlement européen, du Conseil et de la Commission un avis motivé concernant la conformité d'un projet d'acte législatif avec le principe de subsidiarité.
Au Parlement, la lecture en séance plénière est préparée par le ou les Commissions compétentes (à ne pas confondre avec la Commission).
Au Conseil, il n'existe pas de commissions mais le Conseil peut siéger sous une forme particulière (Formation) et dispose du COREPER pour coordonner la procédure législative.

##### Promulgation
Les actes législatifs adoptés conformément à la procédure législative ordinaire sont signés par le président du Parlement européen et par le président du Conseil. Les actes législatifs sont publiés dans le Journal officiel de l'Union européenne. Ils entrent en vigueur à la date qu'ils fixent ou, à défaut, le vingtième jour suivant leur publication.